# Philippe Pinchemel
Philippe Pinchemel, né le 10 juin 1923 à Amiens et mort le 16 mars 2008 à Sceaux,, est un géographe français.

## Années de formation
Élève du lycée d'Amiens (où il trouve sa « vocation » de géographe, selon ses dires), puis étudiant à la Sorbonne, il devient l’élève d'André Cholley et s’oriente vers l'agrégation de géographie. Conformément à la tradition universitaire de l’époque, il soutient deux thèses : l’une en géomorphologie consacrée aux plaines de craie des bassins parisien et londonien ; l’autre en géographie humaine consacrée à la dépopulation rurale en Picardie (région à laquelle il est fortement attaché).

### Carrière universitaire
Maître-assistant puis maître de conférences à l’université de Lille de 1954 à 1965, il s’intéresse à la géographie urbaine et industrielle, une thématique qu’il approfondira en dirigeant au milieu des années 1960 l’enseignement général de géographie urbaine à l’Institut d'urbanisme de l'université de Paris.
Il étudie avec ses collègues géographes et sociologues le « sous-développement » du Nord. Pinchemel s’oriente dès lors sur la voie de l’aménagement du territoire en étudiant notamment l’implantation des universités ou la question des grands ensembles. Il prônera la conception du géographe aménageur, c’est-à-dire la posture du chercheur qui met son savoir en action.
Nommé professeur à la Sorbonne au milieu des années 1960, il rencontre des géographes marxistes comme Pierre George. Dans l’ébullition idéologique et intellectuelle au sein de l’université, l’intérêt pour l’épistémologie et l’histoire de la discipline grandit chez Philippe Pinchemel.
En 1963 il préside le comité de rédaction de la nouvelle revue Hommes et Terres du Nord créée par la Société de géographie de Lille. 
En 1967, il fonde avec le médiéviste Michel Mollat du Jourdin le Centre d'histoire de la géographie et de géographie historique.
En 1968, dans la droite ligne de ses préoccupations, il est nommé  par Jean Dresch président de la commission pour l'histoire de la pensée géographique au sein de l’Union géographique internationale. Cette commission est chargée de renouveler les problématiques épistémologiques de la discipline. De même, il sera président de la commission d’épistémologie et de l'histoire de la géographie (1973-1988) du Comité national français de géographie.

## Apport à l'épistémologie de la géographie
Par ses recherches épistémologiques sur sa discipline, Philippe Pinchemel s’attache à définir la géographie (en analysant ses fondements), ses objets (contribuant à définir les concepts fondamentaux de milieu, de région et territoire, de paysage, ses méthodes et ses outils (notamment pour l'étude des systèmes spatiaux). Se réclamant de l’héritage de Paul Vidal de la Blache, il cite volontiers sa phrase célèbre selon laquelle la géographie est la science des lieux et non celle des hommes. Face à l'évolution de la géographie contemporaine vers les sciences sociales, il a le souci de recentrer la géographie sur ce qu'il dénomme l'interface terrestre. Sur cette interface s'inscrivent deux processus : l'humanisation (ou transformation du milieu naturel) et la spatialisation (ou organisation spatiale par des pôles, des réseaux, des découpages administratifs ou politiques).
La Face de la Terre qu’il écrit avec sa femme Geneviève Pinchemel est l’aboutissement de son cheminement intellectuel, d’une réflexion sur le recentrage de la géographie. C'est un manifeste pour l’unité de la discipline. La géographie est définie comme l'étude de l'écriture des sociétés humaines sur l'interface naturelle de la Terre, écriture qui traduit l'action géographique des hommes, écriture complexe faite de lignes, de points, de surfaces, de formes, volumes et couleurs.  De là, Pinchemel développe une conception générale et ambitieuse pour la géographie : accéder à « l’intelligence de l’interface terrestre ». Pour lui, la discipline est à la fois savoir, action et pensée.
Philippe Pinchemel a fait connaître les grandes œuvres de la new geography anglophone, en faisant traduire et éditer, au début des années 1970, L'Analyse spatiale en géographie humaine de Peter Haggett et La Géographie des marchés et du commerce de détail de Brian Berry. À partir des années 1990, Philippe Pinchemel édite dans la collection du Comité des travaux historiques et scientifiques des ouvrages de géographes (souvent oubliés ou ignorés par la communauté scientifique) contribuant à éclaircir les fondements de la géographie (épistémologique et historique) et témoignant de sa volonté de continuer à définir son « essence ». C’est ainsi que fut éditée en France l’Histoire de la pensée géographique du géographe anglais Clarence J. Glacken ou réédité L’homme et la terre d’Eric Dardel, œuvre ayant influencé de nombreux géographes contemporains, mais aussi des ouvrages de l'entre-deux-guerres peu connus, comme "Noirs et Blancs" de Jacques Weulersse et "Peuples et nations des Balkans" de Jacques Ancel.

## Hommage et distinction
- Il a reçu le prix Vautrin Lud au Festival international de géographie de Saint-Dié-des-Vosges le 3 octobre 2004, la plus haute récompense dans le champ de la géographie qui couronne ses recherches et ses apports à la discipline.

## Pour approfondir

### Publications
- Visages de la Picardie, (sous sa direction), Horizons de France, 176 p., 1949.
- Les Plaines de craie de nord ouest du bassin parisien et du sud-est du bassin de Londres et leurs bordures : étude de géomorphologie, (publication de sa thèse de doctorat : Études morphologiques sur le Nord-Ouest du bassin parisien et le Sud-Est du bassin de Londres, 1952), Armand Colin,  502 p., 1954.
- Structures sociales et dépopulation rurale dans les campagnes picardes de 1836 à 1936, (publication de sa thèse de doctorat : Essai méthodologique d'étude des structures sociales et de la dépopulation rurale dans les campagnes picardes de 1836-1936, 1952), 236 p., Armand Colin, 1957.
- Géographie de la France, tome 1 : Les Conditions naturelles et humaines, Armand Colin, 1964 (nombreuses rééditions et mises à jour).
- Géographie de la France, tome 2 : Les Milieux, campagnes, industrie et villes, Armand Colin, 1964 (nombreuses rééditions et mises à jour).
- Visages de Picardie, (sous sa direction), Horizons de France, 197 p., 1967
- Campus et urbanisme universitaire : étude comparative de quelques implantations universitaires en France et à l'étranger, (sous sa direction), SEGESA,  296 p., 1969.
- La Région parisienne, PUF, 128 p., 1979.
- La France, tome 1 : Milieux naturels, population, politique, (sous sa direction), Armand Colin, 327 p., 1980 (nombreuses rééditions et mises à jour).
- La France, tome 2 : Activités, milieux ruraux et urbains, (sous sa direction), Armand Colin, 415 p., 1980. (nombreuses rééditions et mises à jour).
- Deux siècles de géographie. Choix de textes, (dirigé avec Marie-Claire Robic et Jean-Louis Tissier), Éditions du CHTS, 1984.

- Lire les paysages, no 6088, La documentation française, 1987.
- Philippe Pinchemel et Geneviève Pinchemel, La face de la Terre, Armand Colin, 1992, 519 p. (ISBN 2-200-21086-8).
- La Terre écrite, (avec Pierre Clergeot), éditions Publi-Topex, 69 p., 2001.
- Géographes, une intelligence de la terre, (avec Geneviève Pinchemel), Éditions Arguments, 295 p., 2005  (ISBN 2-909109-33-X)